# Sinodo di Carcafe
Il Sinodo di Carcafe (noto anche come sinodo di Carcafa, Karkafe, Karcafe o Qarqafe) fu un concilio della Chiesa greco-cattolica melchita tenutosi nel monastero di Sant'Antonio di Carcafe il 23 luglio 1806. Il sinodo adattò e ratificò le enunciazioni del sinodo di Pistoia del 1786. Fu formalmente condannato nel 1835 da Papa Gregorio XVI nella bolla Melchitarum Catholicorum Synodus.

## Storia
Il Sinodo di Carcafa fu convocato da Germano Adam, arcivescovo melchita di Aleppo. Adam fu educato al Collegio De Propaganda Fide a Roma e fu amico di Scipione de' Ricci, dal quale fu introdotto alle idee gallicane e gianseniste. Come arcivescovo, Adam iniziò a pubblicare opuscoli affermando le proposizioni gallicane sull'autorità del Papa e sul conciliarismo. Nonostante venisse criticato da papa Pio VII e dal patriarca maronita Youssef Tyan, fu difeso dal suo stesso patriarca, Agapio II Matar. Adam alla fine fu costretto a ritrattare queste enunciazioni e ad accettare la bolla Auctorem Fidei prima della sua morte nel 1809.
Il Sinodo di Carcafe iniziò il 23 luglio 1806 presso il Monastero di Sant'Antonio a Carcafe, nella diocesi di Beirut. Vi parteciparono i vescovi Basilio di Tiro, Atanasio Matar di Sidone (il fratello del patriarca), Makarios di Acri, Agapios Kanyar di Diyarbakir (Amid), Basilio Jabali di Ferzol (valle della Beqaa), Giuseppe di Homs e Benediktos di Baalbek  Erano presenti due sacerdoti, Giorgio Nassar d'Egitto e Massimo Mazloum, e gli atti furono firmati da Macarios Tawil e Ignatius Arkache, superiori generali degli ordini religiosi locali. Gli atti del sinodo furono formalmente approvati da Giuseppe Tyan e dal visitatore apostolico romano Luigi Gandolfi.
Gli interventi romani tra il 1812 e il 1835 portarono alla condanna delle opere di Germano Adam, alla ritrattazione delle proposizioni del sinodo da parte della maggior parte dei padri sinodali e alla condanna definitiva del sinodo da parte di papa Gregorio XVI.

## Decreti
Gli Atti del Sinodo di Carcafa erano divisi in tre sezioni ed emanavano oltre cento canoni che trattavano i temi della disciplina ecclesiale, dei sacramenti e della gerarchia ecclesiale.

## Partecipanti
Gli atti sinodali furono sottoscritti dal patriarca e da 9 vescovi:
- Agapio III Matar, patriarca
- Basilios, arcieparca di Tiro
- Germanos Adam, arcieparca di Aleppo
- Atanasios Matar, eparca di Sidone
- Ignatios Sarrouf, eparca di Beirut
- Macarios, eparca di Akka
- Agapios, arcieparca di Diyarbakır
- Basilios Jabaly, eparca di Furzol
- Joseph, arcieparca di Homs
- Benedictos, eparca di Baalbek

## Conseguenze
Papa Pio IX pubblicò l'enciclica Quartus Supra nel 1873 alla Chiesa armeno-cattolica, accusando i vescovi armeno-cattolici che si opponevano al suo intervento nella loro gerarchia di aderire al Sinodo di Carcafa:
(Pio IX, Enciclica Quartus supra, Roma, 6 gennaio 1873)
Il patriarca melchita Gregorio II Youssef, oppositore di Pio IX al Concilio Vaticano I, diede una risposta negativa all'enciclica.
Lo storico Serge Descy sostiene che, nonostante l'influenza del Sinodo di Pistoia, il Sinodo di Carcafe è essenzialmente un recupero della tradizionale ecclesiologia cristiana orientale.